# Klüber Lubrication
Klüber Lubrication è un'azienda petrolchimica tedesca, diffusa in diversi Paesi del mondo, con sede a Monaco di Baviera. Klüber è attiva nella produzione di lubrificanti speciali e offre prodotti per diversi settori, dall'industria automobilistica a quella alimentare, dalle macchine utensili all'ingegneria meccanica o l'energia eolica.

## Storia

### Origini
L'azienda fu fondata nel 1929 da Theodor Klüber a Monaco di Baviera.
Il nonno di Theodor Klüber, anch'egli di nome Theodor, fondò già nel 1869 a Schweinfurt un negozio per prodotti chimici, che nel 1870 iniziò il commercio di petrolio importato dagli Stati Uniti (il cosiddetto olio della Pennsylvania).
Per via dei primi motori fissi nelle fabbriche sempre più automatizzate, aumentò il fabbisogno di olio e benzina. Anche le prime automobili richiesero carburante e lubrificanti, che si vendevano nelle farmacie e negozi per prodotti chimici. In seguito alla ripresa dell'industria regionale, il negozio Klüber venne ampliato con un deposito per benzina e olio, in modo da poter rifornire tutta la Baviera settentrionale. Il figlio del fondatore, Friedrich (Fritz) Klüber ampliò questo business in maniera significativa.

### Fondazione e primi anni
Il figlio di Fritz, Theodor, dopo aver finito il suo apprendistato nel settore chimico, fondò a Monaco in data 1º aprile 1929, a 24 anni, un negozio per la vendita al dettaglio di prodotti petroliferi. Questo fu l'inizio per la nascita della società; nel 1938 fondò una fabbrica petrolifera nella quale produceva prodotti per i marchi Univis, Penreco, Permalub ed altri.
Inizialmente la sede aziendale si trovava sull'odierno Mittleren Ring a Monaco. Da lì si trasferì in Geisenhausener Strasse. Nella notte tra il 6 ed il 7 settembre 1943, la nuova sede fu completamente distrutta dalle bombe. La ricostruzione avvenne nel 1946, e nel corso degli anni successivi Klüber divenne la più grande catena di distributori di benzina in Baviera, con licenza della compagnia petrolifera DEA.
Theodor, tuttavia, aveva deciso di concentrarsi sui lubrificanti, e nel 1955 vendette le stazioni di servizio a Texaco, che a sua volta stava assumendo il controllo della rete di distribuzione DEA. L'obiettivo di Klüber era di sviluppare, produrre e vendere piccole quantità di prodotti di alta qualità.

### Espansione, arrivo di Freudenberg e anni recenti
Il 31 marzo 1959, l'azienda fu rinominata Klüber Lubrication München KG e divenne una società di produzione e commercio: la denominazione in lingua inglese, permetteva di agire su tutti i mercati a livello mondiale.
Vista la mancanza di successori nella propria famiglia, Theodor entrò in società con Richard Freudenberg, conosciuto durante una manifestazione.
Dopo la conclusione delle trattative di acquisto, nell'agosto 1966 Klüber Lubrication divenne parte del gruppo Freudenberg. Il fatturato di allora ammontava a circa 10 milioni di marchi.
Successivamente, Klüber Lubrication crebbe grazie ad acquisizioni e fondazioni di nuove società anche a livello internazionale: nel 1993 appartenevano a Klüber Lubrication 16 consociate e tre joint venture in Giappone, Corea del Sud e Messico.
Nel 2004, la Freudenberg fondò il nuovo gruppo d'affari Freudenberg Chemical Specialities con sede a Monaco di Baviera, al quale appartengono oltre a Klüber Lubrication anche le società Chem-Trend e OKS Spezialschmierstoffe .
Nel 2008 facevano parte del gruppo Klüber Lubrication quasi 30 consociate con 15 stabilimenti di produzione e circa 1.800 dipendenti in tutto il mondo.
Nel 2020, Klüber Lubrication ha acquisito Traxit International, uno dei maggiori produttori di lubrificanti per trafilatura, con sede a Schwelm.
Nel gennaio 2024 Wolfgang Sammer ha assunto l'incarico di vicepresidente esecutivo e CEO. 

### In Italia
Klüber Lubrication Italia, fondata nel 1979, è la filiale italiana del gruppo. L'azienda si occupa dello sviluppo, della produzione e della commercializzazione di oli, grassi e paste lubrificanti per applicazioni industriali, operando sul mercato italiano con una rete di vendita costituita da tecnici specializzati, agenti di zona e rivenditori autorizzati.
La sede aziendale e lo stabilimento produttivo sono situati a San Giuliano Milanese. Nel 2007 Klüber Lubrication Italia ha raggiunto un fatturato di 24,5 milioni di euro con un organico di 57 dipendenti.

## Salvaguardia dell'ambiente
La produzione e lo sviluppo di nuovi prodotti presso Klüber avvengono secondo una politica ambientale che mira alla salvaguardia delle risorse ed al risparmio energetico. Un contributo alla riduzione delle emissioni di CO2 è dato per esempio da olii speciali ad alto rendimento, che riducono il fabbisogno energetico per macchine ed impianti, limitando l'attrito.